# Irské lordství
Irské lordství (irsky Tiarnas na hÉireann, anglicky Lordship of Ireland) neboli Irské panství, bylo středověké období Irska mezi lety 1177 až 1542, kdy bylo z převážné většiny pod feudální nadvládou anglického krále. Anglický panovník vládl ostrovní zemi jako pán Irska (anglicky Lord of Ireland). Lordství vzniklo v důsledku normanského záboru po invazi Normanů, které proběhlo v letech 1169–1171, a nový státní útvar byl podřízen přímé svrchovanosti papežství a katolické církve.
Když papež Klement XIII. roku 1533 exkomunikoval anglického krále Jindřicha VIII., stala se ústavní pozice Irského lordství nejistá. Jindřich se odloučil od svatého stolce a prohlásil se za vrchního činitele anglikánské církve. Následně odmítl uznat svrchovanost katolické církve nad Irskem. Králem Irska byl prohlášen zákonem z roku 1542 (Crown of Ireland Act 1542), který schválil Irský parlament. Tak vzniklo Irské království, které bylo spravováno vládnoucím panovníkem Anglie a obě království tvořila personální unii.

## Dějiny

### Normanský zábor
Roku 1166 byl vládce východoirské provincie Leinster král Diarmuid Mac Murchada (Dermot MacMorrough) svržen svými protivníky a uprchl s prosbou o pomoc za anglickým králem Jindřichem II. Téhož roku se Rory O'Connor stal prvním králem Irska od roku 1014. Když Jindřichovu normanskému družiníkovi Richardu FitzGilbertovi de Clare přislíbil svržený král Diarmuid Mac Murchada svou dceru a dědictví, ten se mu zavázal svou pomocí a roku 1169 se vylodil v Irsku. Normané v Diarmuidových službách dosáhli rychle řady vítězství a když roku 1171 Diarmuid Mac Murchada zemřel, zdědil jeho panství Richard de Clare. O svrchovanost nad dobytým územím se záhy přihlásil král Jindřich II., který je udělil svému nejmladšímu synovi, pozdějšímu králi Janu Bezzemkovi. Od té doby bylo Irsko jako takzvané Panství Irské (Lordship of Ireland) pod svrchovaností anglických králů.

### Opětovné vzedmutí irské kultury
Do poloviny 13. století se tak většina Irska ocitla v majetku anglo-normanské šlechty. Země byla postupně členěna na hrabství, podle anglického vzoru byly zaváděny porotní soudy a parlament v Dublinu, stavěly se kamenné hrady namísto dosavadních dřevěných. Zejména ve vnitrozemí vznikala nová města (dosud jich z vikinských časů v Irsku bylo jen několik při pobřeží). Třebaže do Irska proudili přistěhovalci z Anglie a Skotska, postupem času většinou přijímali irský jazyk a zvyky. I moc keltské šlechty se pozdvihla a anglický kulturní vliv se smrskl na okolí Dublinu (jehož okolí muselo být opevněno jako tzv. Koloví) a několika dalších měst. Angličtí králové byli vázáni válkami ve Francii a domácími boji o trůn. Angličanům nic nepomohla ani nařízení, zakazující irské oděvy, řeč či smíšená manželství, jako byly například Kilkennyské výnosy (The Statutes of Kilkenny) z roku 1366. Díky těmto zákazům vypuklo téhož roku irsko-normanské povstání. Irský jazyk a literatura zažívaly ve 14. a 15. století svůj druhý vrchol.

### Irské království
Obrat nastal až v 16. století za vlády Jindřicha VIII. a jeho nástupců. Když se Jindřich VIII. prohlásil hlavou církve ve svých državách, v Irsku byl na rozdíl od Anglie ohlas mezi veřejností mizivý. Vysocí preláti totiž žili v poangličtěných městech a to většinou dosti nehodným světským životem. Skutečnou duchovní péči lidu věnovali jen příslušníci žebravých mnišských řádů (ponejvíce františkáni a dominikáni), kteří náboženské novoty odmítali. Když se Jindřichovi doneslo, že mezi Iry většina za hlavu církve stále považuje papeže (s odůvodněním že „papež“ je víc než „lord“ – oficiální titul panovníka byl totiž „Lord of Ireland“), nechal si roku 1541 dublinským parlamentem odhlasovat změnu titulatury na „King of Ireland“ (král Irska). V letech 1541–1800 tak bylo Irské království v personální unii s Anglií, respektive Velkou Británií (po roce 1707).